# گوسفلد
گوسفلد (به آلمانی: Güssefeld) یک منطقهٔ مسکونی در آلمان است که در کالبه (میلده) واقع شده است. گوسفلد ۱۸۵ نفر جمعیت دارد.